# Olympische Jugend-Sommerspiele 2014/Teilnehmer (Burkina Faso)
| Gelbes Symbol für Goldmedaillen mit stilisierten Olympischen Ringen | Graues Symbol für Silbermedaillen mit stilisierten Olympischen Ringen | Braundes Symbol für Bronzemedaillen mit stilisierten Olympischen Ringen |
| ------------------------------------------------------------------- | --------------------------------------------------------------------- | ----------------------------------------------------------------------- |
| —                                                                   | —                                                                     | —                                                                       |

Die Jugend-Olympiamannschaft aus Burkina Faso für die II. Olympischen Jugend-Sommerspiele vom 16. bis 28. August 2014 in Nanjing (Volksrepublik China) bestand aus drei Athleten.

## Athleten nach Sportarten

### Leichtathletik
| Mädchen - Arzita Nimi 100 m: DNS (Finale) 8 × 100 m Mixed: 55. Platz | Jungen - Mohamed Sory Ouattara Dreisprung: 14. Platz 8 × 100 m Mixed: 47. Platz |

### Schwimmen
Jungen
- Abdoul Dialilou Hamza Nignan
50 m Brust: 38. Platz